# Griechische Legion
Die Griechische Legion (russisch: Греческий легион), offiziell die Leichte Jäger-Fußlegion (griechisch: Πεζικὴ Λεγεὼν Ἐλαφρῶν Κυνηγετῶν), war eine Jäger-Infanterieeinheit im Dienst der von Russland kontrollierten Truppen der Republik der Ionischen Inseln. Sie bestand aus Soldaten griechischer und albanischer Herkunft und wurde von Generalmajor Emmanouil Papadopoulos geführt. Sie war zwischen 1805 und 1807 aktiv und nahm am Dritten Koalitionskrieg und am Russisch-Türkischen Krieg (1806–1812) teil.

## Hintergrund
Nach der Niederlage der Ersten Französischen Republik im Mittelmeerfeldzug von 1798 errichteten Russland und das Osmanische Reich im Jahr 1800 in Form der Republik der Ionischen Inseln eine gemeinsame Souveränität über die ehemals französisch beherrschten Ionischen Inseln. Ab 1802 waren russische Truppen auf den Inseln stationiert, um russische Interessen zu wahren.
Im Jahr 1803 endete der Krieg zwischen den Soulioten-Albanern und dem lokalen, halbunabhängigen osmanischen albanischen Machthaber Ali Pascha aus Ioannina auf dem epirotischen Festland jenseits der Inseln mit einer Niederlage für die Soulioten-Albaner und der Besetzung ihres Heimatlandes. Die Soulioten-Flüchtlinge siedelten sich zunächst in Parga an, wurden aber im März 1804 gezwungen, das Meer in die Republik der Ionischen Inseln zu überqueren, nachdem Ali Pascha gedroht hatte, die Stadt anzugreifen, um sie von den Soulioten zu befreien. Etwa 3.000 Soulioten ließen sich auf den Ionischen Inseln nieder, hauptsächlich auf Korfu und Paxos, wo ihnen Ackerland zur Verfügung gestellt wurde. Die kriegerischen Soulioten hatten Mühe, sich in ihrer neuen Umgebung einzufügen, stahlen den Einheimischen Vieh und Brennholz und beklagten den Verlust ihrer Heimat; laut dem Lokalhistoriker Panagiotis Chiotis bestand ihre einzige Beschäftigung darin, „ihre Waffen zu reinigen, Gitarre zu spielen und auf Albanisch von Heldentaten zu singen“. Russland war bestrebt, seinen Einfluss auf das griechische Festland auszudehnen und unterzeichnete am 27. Juni Bündnisse mit den albanischen Beys von Himara und der Camen. Soulioten-Flüchtlinge wurden für eine Offensive mobilisiert, die jedoch abgebrochen wurde, als Ali Pascha von den russischen Plänen erfuhr und ein osmanisches Marinegeschwader unerwartet vor Korfu auftauchte.

## Geschichte
Außer für die Soulioten wurde die Republik der Ionischen Inseln auch zu einem Zufluchtsort für griechische Klephten und Armatolen, die vor der osmanischen Herrschaft im übrigen Griechenland flohen. Als sich die Beziehungen zwischen Frankreich und dem Osmanischen Reich entspannten, begann der russische General Roman von Anrep, militärische Formationen aus griechischen Auswanderern zur Verteidigung der Ionischen Inseln aufzustellen. Die einzige Forderung der Griechen bestand darin, dass sie in ihren traditionellen Uniformen dienen und ihre gewohnten militärischen Taktiken der irregulären Kriegsführung anwenden durften, statt in reguläre Einheiten nach westlichem Vorbild eingegliedert zu werden. Dies wurde gewährt, und die Soulioten schlossen sich den Reihen ihrer Landsleute aus Morea (Peloponnes), Akarnanien und Himara an, um Jägereinheiten zu bilden. Die ersten Rekruten waren 800 Soulioten, die im März 1805 die Soulioten-Legion bildeten. Die Einheit wurde von Graf Alexander von Benckendorff kommandiert. Interne Kriege in Mani zwischen prorussischen und profranzösischen Fraktionen führten ab Oktober 1805 zur Rekrutierung von Manioten in die Legion.
Das neue Korps erhielt den Namen Leichte Jäger-Fußlegion (Griechisch: Πεζική Λεγεών Ελαφρών Κυνηγετόν), 2760 Mann stark und in sechs regional homogene Brigaden zu je vier Hekatontarchien aufgeteilt. Die Brigaden trugen die Namen: Soulioten, Epiroten, Cheimarrioten, Peloponnesische, Makedonische und Spartanische Legion. Darüber hinaus bestand die Legion aus einer kleinen Artillerieabteilung, die mit Freiwilligen der Morea besetzt war. Jede Brigade hatte ihre eigene Flagge in einer unverwechselbaren Farbe und mit einem Kreuz mit einem gekrönten Adler in einem Lorbeerkranz in der Mitte sowie den Mottos aus Jesaja 8:9–10: „Gott ist mit uns“ (ὁ Θεός μεθ' ἡμῶν) und „Drückt euch zusammen, ihr Völker, und zerschmettert!“ (γνῶτε ἔθνη καὶ ἡττᾶσθε). Die Legionäre trugen ihre traditionelle Kleidung und legten einen Eid ab, „dem mächtigen Kaiser aller Russen zu dienen und gegen jeden Feind zu marschieren, den der Oberbefehlshaber der kaiserlichen Armeen ihnen befiehlt“. Die Legion wurde zunächst von Benckendorff kommandiert, der bald durch den in Griechenland geborenen Generalmajor Emmanouil Papadopoulos ersetzt wurde. Unter den Hekatontarchen befanden sich so bemerkenswerte Soulioten-Führer wie Kitsos Botsaris, Fotos Tzavelas und sein Bruder Zygouris, die Brüder Zervas und Danglis, Christoforos Perraivos, Anagnostaras Papageorgiou und sogar der Sohn des Bey von Mani, Pierros Grigorakis.
Im Rahmen der Bemühungen, die Legion in der modernen Kriegsführung zu organisieren und auszubilden, veröffentlichte Papadopoulos 1804 ein Militärhandbuch (Διδασκαλία προς χρήσιν των Ελλήνων), dem im nächsten Jahr die Vorschriften der Legion folgten (Die Antwort lautet: Χιμαρο-Πελοποννησίων, „Erklärung der vereinigten Legion der Epiroten-Soulioten und Himarioten-Peloponnesier“), wo er seine Leser ermahnte, sich daran zu erinnern, dass sie Nachkommen der alten Griechen sind, den Taten der berühmten Pyrrhus und Skanderbeg nachzueifern und dem griechischen Namen neuen Ruhm zu verleihen.
Im August 1805 nahm die Griechische Legion zusammen mit 14.000 russischen und 10.000 britischen Soldaten an der anglo-russischen Invasion Neapels teil. Die Expedition wurde jedoch durch Napoleons entscheidenden Sieg in der Schlacht bei Austerlitz im Dezember und die wechselnden Loyalitäten der neapolitanischen Regierung unterbrochen. Am 7. Januar 1806 waren die Russen gezwungen, das italienische Festland an die Franzosen zu übergeben. Fotos Tzavelas, Christos Kalogeros und der zukünftige Held der Griechischen Revolution, Nikitas Stamatelopoulos, haben sich während dieser Kampagne besonders hervorgetan. Während ihrer Zeit in Italien erlitt die Legion schwere Verluste durch einen Malariaausbruch. Der Versuch, die von Manioten dominierte Spartanische Legion mit der Peloponnesischen Legion zu verschmelzen, löste im April 1806 einen Konflikt zwischen ihren Kommandanten aus. Papadopoulos intervenierte, trennte die beiden Einheiten und machte die Spartanische Legion zu einer unabhängigen Formation. Im selben Jahr nahm die Legion an Operationen in Dalmatien teil, wo Papadopoulos die russischen Streitkräfte befehligte, die in der Bucht von Kotor operierten. Am 19. September 1806 eroberte die Legion nach einer siebenstündigen Schlacht Herceg Novi. Während der erfolglosen russischen Belagerung von Ragusa stand die Legion einer anderen griechischen Einheit (verstärkt durch Albaner und Slawen) in französischen Diensten gegenüber, den Chasseurs d'Orient unter Nikolaos Papazoglou. Die Teilnahme der Legion an den dalmatinischen Operationen wurde von einigen Historikern, darunter Francis Carter und Foivos Oikonomou, bestritten, da sie in russischen Primärquellen nicht erwähnt wurde. Oikonomou behauptet, dass die Griechen, die in der russischen Armee in Dalmatien dienten, in Wirklichkeit orthodoxe Bosnier waren.
Im Dezember brach der Russisch-Türkische Krieg (1806–1812) aus und die Legion wurde auf die Ionischen Inseln zurückgebracht, wo sie am Bau neuer Verteidigungsanlagen teilnahm. Im März 1807 wurden 400 Mitglieder der Legion nach Lefkada verlegt, während weitere 800 Kämpfer und die Artillerie der Legion in Parga stationiert waren. Am 22. März nahm die auf Lefkada stationierte Abteilung an einem Überfall auf Agia Mavra gegenüber der Insel teil; wo Ali Pascha Truppen zusammengezogen hatte, unterstützt von französischer Artillerie unter Papazoglou. Obwohl der Überfall erfolglos blieb, vereitelte er Ali Paschas Pläne, eine Offensive zu starten. Während dieser Zeit erreichte die Einheit ihren Höchststand von 4.019 Mann. Mit Beginn der Zweiten Archipelexpedition durch Dmitri Senjawin schifften sich 270 Mitglieder der Legion in Richtung der Dardanellen ein. Bei einem Landeversuch in Tenedos kam der Hekatontarch Gogas Danglis ums Leben. Die Russen eroberten Tenedos im März 1807, besiegten die Osmanen vor Athos und schlugen dann zwei weitere osmanische Angriffe auf Tenedos zurück. Die Verteidigung von Tenedos durch die Legion wurde zum Thema eines griechischen Volksliedes.
Nach dem Frieden von Tilsit gab Russland die Republik der Ionischen Inseln an Frankreich zurück und die Legion wurde am 30. August 1807 aufgelöst. Die Mehrheit der Legionäre erhielt Empfehlungsschreiben der russischen Armee und wurde unter der Bedingung, niemals gegen Russland zu kämpfen, in das Französisch-Albanische Regiment rekrutiert.

## Zusammensetzung
Im Oktober 1805 umfasste die Legion die folgenden Einheiten. Die Makedonische Legion (356 Mann) wurde in kleinere Einheiten aufgeteilt und mit der Verteidigung der Ionischen Inseln beauftragt, während der Rest der Legion (ungefähr 1964 Mann) an der Invasion Neapels teilnahm:
- Soulioten-Legion (vier Hekatontarchien) – kommandiert von Oberst Alexander von Benckendorff
- Epiroten-Legion (vier Hekatontarchien) – kommandiert von Major Chrestos Kalogeres-Tsames
- Cheimarrioten-Legion (zwei Hekatontarchien) – kommandiert von Major Georgios Palatinos
- Peloponnesische Legion (eine Hekatontarchie) – kommandiert von Hauptmann Anagnostaras Papageorgiou
- Makedonische Legion (vier Hekatontarchien)